# かんむりん
かんむりんとは、東京都神津島村の主島である神津島のマスコットキャラクター（ゆるキャラ）である。

## 概要
デザインと名称は、神津島の近海がカンムリウミスズメの生息域である事に由来している。
関連キャラクターとして、雌の「かんむりーな」が存在する。

## プロフィール
- 生誕地：神津島
- 誕生日：8月1日
- 性別：男の子
- 年齢：6歳
- 性格：とっても元気
- 友達：くさやーまん、神津島村の子供たち
- 趣味：お友達と遊ぶこと